# William Valdés
William Valdés López (La Habana, Cuba, 10 de enero de 1994) es un actor y presentador de televisión cubano.Por un tiempo vivió y trabajó en la Ciudad de México, específicamente para la señal de TV Azteca.

## Carrera
A la edad de 5 años, asistió a la Escuela Nacional de Circo en La Habana. Cuando tenía 17 años, se trasladó a Miami, luego participó en la primera temporada de la telenovela Grachi, donde interpretó a Sibilo "Ora" Santisteban. En 2012, interpretó a Miguel Ángel Samaniego en la telenovela El rostro de la venganza. 
En mayo de 2013, Valdés formó parte de la banda mexicana CD9 junto a Jos Canela, Alonso Villalpando, Alan Navarro y Freddy Leyva. Independientemente liberaron su primer sencillo, "The Party", en agosto de ese mismo año. Más tarde firmaron contrato con Sony Música México. Valdés dejó el grupo en octubre de 2013, citando "razones personales", y fue reemplazado por Bryan Mouque.
En 2014 empezó a grabar la telenovela Voltea pa' que te enamores, una nueva adaptación de la telenovela venezolana del mismo nombre, que debutó en 2015. En mayo de 2015, lanzó «#MAS», su primer sencillo como solista. Valdés fue presentador de redes sociales en ¡Despierta América! de Univisión, de donde fue despedido por razones desconocidas en junio de 2017.
En 2019, iniciando una nueva etapa en su carrera, se integra al Programa Hoy de Televisa en México, en el área de redes, programa del que pronto saldría para entrar a la televisora del Ajusco TV Azteca para generar el contenido digital del programa Exatlón México. Entró al proyecto llamado La Academia, para ser el presentador digital del programa que dio inicio el 10 de noviembre de 2019 por la señal de Azteca Uno. y continuando en él durante el periodo del 12 de junio al 14 de agosto de 2022, tras la gran final de la edición 2022 del mismo
En 2020, se integró al equipo del programa matutino Venga la alegría de TV Azteca como copresentador del programa. abandonando el programa y la empresa TV Azteca el 28 de octubre de 2022.

## Filmografía
| Año       | Título                      | Network             | Posición         |
| --------- | --------------------------- | ------------------- | ---------------- |
| 2010-2014 | ShowBusiness TV             | Mega TV             | Reportero        |
| 2012      | Hablémonos                  | Él mismo            | Papel recurrente |
| 2014-2017 | ¡Despierta América!         | Presentador digital | Papel recurrente |
| 2014-2017 | Premio Lo Nuestro           | Presentador         |                  |
| 2017-2018 | ¡Buenos Dias Familia!       | Presentador         | Papel Recurrente |
| 2019      | Programa Hoy                | Host digital        | Papel recurrente |
| 2019      | Exatlón México              | Presentador digital | Papel recurrente |
| 2019-2020 | La Academia                 | Presentador digital | Papel recurrente |
| 2020-2022 | Venga la alegría            | Conductor           | Papel recurrente |
| 2021      | MasterChef Celebrity México | El mismo            | Participante     |

| Año     | Título                     | Función                  | Personaje        |
| ------- | -------------------------- | ------------------------ | ---------------- |
| 2011    | Grachi                     | Sibilo "Ora" Santisteban | 74 episodios     |
| 2012-13 | El rostro de la venganza   | Miguel Ángel Samaniego   | Papel recurrente |
| 2015    | Voltea pa' que te enamores | Gerardo Ramos            | Papel recurrente |

| Año  | Título               | Función            | Artista                    |
| ---- | -------------------- | ------------------ | -------------------------- |
| 2013 | "Dime si tú"         | Chico en la fiesta | Estephy feat Chino y Nacho |
| 2022 | "Playa en la ciudad" | Él mismo           | Él mismo                   |
| 2022 | "Kilómetros"         | El mismo           | Ana Paula D'               |

| Año       | Título                             | Función      | Personaje                     |
| --------- | ---------------------------------- | ------------ | ----------------------------- |
| 2014-2016 | Disney: Aladdin Junior The Musical | Aladdin      | BMT                           |
| 2016      | Disney: Camp Rock The Musical      | Jason Gray   | BMT                           |
| 2014      | José El Soñador                    | Benjamin     | Arturo Morell                 |
| 2012-2024 | La Capa                            | Super        | Rosalba Maldonado Productions |
| 2016      | Hairspray                          | Link Larking | BMT                           |
| 2021      | Vaselina el Musical                | Dany Zuko    | BMT Mexico                    |
| 2024      | Que Planton El Concierto           | El Mango     | Believe Entertainment         |